# 雅安市博物馆
雅安市博物馆位于中国四川省雅安市雨城区文定街15号、坐南朝北，北面青衣江，现馆址地面两层、地下一层，建筑面积11186平方米，展陈面积8600平方米，设有中心展区、临时展区、文物中心库房和办公接待用房，中心展区内设有汉嘉神韵、辟疆拓土、汉风流被、雅风流韵和边茶藏马五个展厅，主要展出汉代石刻、石器、青铜器、陶器、瓷器、书画艺术及雅安边茶历史文物，馆藏文物近万件。开放时间为每天9:00-17:00，国家规定节假日闭馆（清明除外）。